# Charles Binamé
Pour les articles homonymes, voir Binamé.
Charles Binamé, né le 25 mai 1949 à Herve en Belgique, est un réalisateur, scénariste, metteur en scène et acteur québécois.

## Biographie

### Jeunesse et formation
Originaire de Belgique, Charles Binamé arrive au Québec par bateau à l’âge de 7 ans, avec sa famille qui s'installe à Montréal,. Après des études classiques au Collège Stanislas, il s’inscrit au programme Communications à l’Université du Québec à Montréal.

### Début de carrière
En 1971, il entre à l’Office National du Film où il passe deux ans comme assistant de production, assistant réalisateur, puis comme coréalisateur, avec Jacques Giraldeau, de la série documentaire Bobo-z-arts sur la situation des arts plastiques au Québec en 1972.
De 1974 à 1976, il travaille comme réalisateur à Radio-Québec où il tourne des documentaires sur Pierre Vallières et Denis Vanier,, ainsi que le documentaire Juste pour partir le monde sur les Innus de Pessamit.
Il poursuit dans le privé avec la série documentaire Grandeur nature, ainsi que des films sur les peintres Paul-Émile Borduas et Emily Carr, et la chanteuse d’opéra Emma Albani. Pendant cette période, il tourne à compte d’auteur le film Maïa Fauve sur les maquillages de corps de Mikie Hamilton avec, entre autres, Joséphine Bacon et la musique Pulau Dewata, de Claude Vivier.
En 1980, il est choisi pour tenir le rôle-titre de Hyacinthe Bellerose dans la série Les Fils de la liberté d’après le roman de Louis Caron.
En 1983, il signe au Cinéma Parallèle la mise en scène de la pièce Cocteau par Cocteau, sur un texte de Christian Delmas.

### Séjour à Londres et carrière publicitaire
Il débute ensuite dans le monde de la publicité où il réalise, pendant une dizaine d’années, plus de 400 publicités au Québec et à l’étranger. Il signe de grandes campagnes pour Bell, Coca-Cola et McDonald’s, ainsi que des publicités télévisées de Pepsi avec l’acteur et humoriste Claude Meunier.
En 1987, il déménage à Londres et y débute un séjour de trois ans dans la boîte de production publicitaire Challenge, de Covent Garden.

### Séries télévisées et longs métrages
À son retour au Québec, Charles Binamé oriente sa carrière vers la réalisation de séries de fictions télévisuelles et de longs métrages.
Après un premier téléfilm intitulé Un autre homme (1990), il tourne la télésérie Blanche (la suite de Les Filles de Caleb), pour laquelle il reçoit le prix Gémeaux de la meilleure réalisation, de même qu'un FIPA d'or au Festival international de programmes audiovisuels de Cannes,,.
Il tourne ensuite le film C’était le 12 du 12 et Chili avait les blues (1994), sélectionné au Festival du film de Sundance, puis coécrit le long métrage Eldorado (1995). Le film est sélectionné à Cannes à la Quinzaine des réalisateurs, où il reçoit une mention spéciale, et fait ensuite carrière dans quelque vingt-cinq festivals à travers le monde.
En 1996, il tourne Marguerite Volant, une série qui se passe sur une seigneurie, en 1763, au moment de la Conquête.
Il poursuit également le tournage du second film de sa trilogie urbaine : Le Cœur au poing. Sélectionné au Festival international du film de Karlovy Vary, ce film remporte les prix du Meilleur Film et de la Meilleure réalisation. Au Festival de Vancouver de 1998, il gagne le prix du Meilleur scénario.
En 2000 il signe La Beauté de Pandore, le troisième long métrage de sa trilogie urbaine, mettant en vedette Pascale Bussières pour la quatrième fois dans l’une de ses productions depuis Blanche.
En 1999, l’Office national du film du Canada l’invite à écrire et réaliser le film du 60e anniversaire de sa fondation.
Puis, en 2002, il réalise Séraphin : Un homme et son péché qu’il cosigne avec Pierre Billon. Ce film demeure, à ce jour, celui ayant atteint le plus vaste public au Québec, engrangeant près de 10 millions de dollars au box-office canadien. Gagnant de six prix Jutra et du Billet d'or, le film remporte également la Bobine d'or du meilleur box-office aux prix Génie de 2004.
Avec sa première minisérie en anglais, H2O (2004), Binamé remporte le Prix du meilleur travail d’équipe décerné par la Guilde canadienne des réalisateurs, ainsi qu’une nomination pour la meilleure série dramatique aux prix Gemini.
Coproduit avec l’Allemagne, le téléfilm Hunt for Justice (2004), qui raconte l’histoire de la juge Louise Arbour au Tribunal pénal international pour l'ex-Yougoslavie, lui vaut le Prix du meilleur film pour la télévision aux prix Gemini.
En 2005, son film Maurice Richard, inspiré du joueur étoile des Canadiens de Montréal dans le contexte sociopolitique des années 1950, lui permet de remporter l’honneur de la meilleure réalisation aux prix Génie de 2007.
Avec The Trojan Horse (2006), une minisérie mettant en vedette un candidat illuminé se présentant à la présidence américaine, il reçoit une double nomination de meilleur réalisateur par la Guilde canadienne des réalisateurs, ainsi qu'aux prix Gemini.
En 2007, il tourne Le Piège américain, mettant en scène un épisode de la vie du criminel Lucien Rivard. Ce film est écrit et produit par Fabienne Larouche et Michel Trudeau.
De 2009 à 2013, il tourne plusieurs séries de télévisions canado-américaines, soit Flashpoint, Rookie Blue et Being Human, ainsi que Durham County, en lice aux prix Gemini pour la meilleure réalisation.
En 2013, il tourne La Chanson de l'éléphant avec Xavier Dolan dans le rôle-titre, un film qui remporte le prix de la meilleure réalisation à la Guilde canadienne des réalisateurs.

### Autres projets
Parallèlement à son travail en fiction, l’auteur-réalisateur prend occasionnellement la voie du documentaire personnel. Ses deux films, l’un sur le peintre Pierre Gauvreau en 2003, Gauvreau ou l'obligation de la liberté, et l’autre sur le cinéaste Gilles Carle en 2005, Gilles Carle ou l'indomptable imaginaire, lui ont mérité respectivement le prix Gémeaux du meilleur réalisateur en 2003, ainsi que le prix Jutra du meilleur documentaire de l’année 2005.
En mai 2019, il signe la mise en scène de Carmen à l'Opéra de Montréal.

### Fonds d'archives et rétrospective
En plus de conserver son fonds d'archives, la Cinémathèque québécoise lui consacre en 2017 une importante rétrospective intitulée Charles Binamé : la méthode créative.

## Filmographie

### Réalisateur de longs métrages
- 1994 : C'était le 12 du 12 et Chili avait les blues – Production : Les Productions du Cerf
- 1995 : Eldorado – Production : Cité-Amérique.
- 1997 : Le Cœur au poing – Production : Cité-Amérique.
- 1999 : Film anniversaire du 60e de l’Office national du film du Canada – Réalisation, animation et collage. Durée : 2 h 30.
- 2000 : La Beauté de Pandore (en) – Production : Cité-Amérique.
- 2002 : Séraphin : Un homme et son péché – Production : Cité-Amérique.
- 2005 : Maurice Richard – Production : Cinémaginaire.
- 2007 : Le Piège américain – Production: Aetios.
- 2013 : La Chanson de l'éléphant – Production : Melenny Production Inc. Scénariste : Nicolas Billon.

### Réalisateur de documentaires, téléfilms et miniséries
- 1991 : Un autre homme – Format : téléfilm. Production : Max Films, ONF.
- 1993 : Blanche – Format : 11 épisodes de 60 minutes. Production : Cité-Amérique.
- 1996 : Marguerite Volant – Format : 11 épisodes de 60 minutes. Production : Cité-Amérique.
- 2001 : Gauvreau ou l'obligation de la liberté – Format : téléfilm. Durée: 52 minutes. Production : Amazone Films
- 2004 : H20 – Format : 2 épisodes de 120 minutes. Production : Whizbang Productions. Diffusion : CBC. Coauteurs : Paul Gross et John Krizanc.
- 2004 : Hunt for Justice – Format : téléfilm. Durée : 90 minutes. Production : Galafilm, Tatfilm Produktions GmbH. Diffusion : CTV, ARTE Deutschland.
- 2005 : Gilles Carle ou l'indomptable imaginaire (en) – Format : téléfilm. Durée : 60 minutes. Production : Amazone Films.
- 2006 : The Trojan Horse – Format : 2 épisodes de 120 minutes. Production : Whizbang Productions. Diffusion : CBC. Auteur : Paul Gross.
- 2009 : Rookie Blue – Format : épisodes de 60 minutes. Production : Thump, E1 Entertainment.
- 2008 à 2011 : Flashpoint – Format : épisodes de 60 minutes. Production : Pink Sky Entertainment, Avamar Entertainment, CTV Television, Studio Network. Diffusion : CBS, CTV.
- 2010 : Durham County III – Format : 3 épisodes de 60 minutes. Production : Back Alley Films, Muse Entertainment. Diffusion : The Movie Network, Movie Central.
- 2011 : Endgame – Format : 13 épisodes de 60 minutes. Production : Thunderbird Films, Front Street Pictures. Diffusion : Showcase.
- 2011 : Le Mur de l'humiliation – Format : Téléfilm. Production : Muse Entertainment, ABC Family.
- 2011 et 2012 : The Listener – Format : 13 épisodes de 60 minutes. Production : Shaftesbury Films, CTV Television Network. Diffusion: CTV
- 2011 et 2012 : Being Human (adaptation nord-américaine) – Format : 13 épisodes de 60 minutes. Production : Muse entertainment, Zodiak USA, Space et Syfy.
- 2013 : Played – Format : épisodes de 60 minutes. Production : Back Alley Films, Muse Entertainment. Diffusion : Bell, CTV.
- 2013 : Republic of Doyle – Format : épisodes de 60 minutes. Production et diffusion : CBC.
- 2014 à 2016 : Reign : Le Destin d'une reine – Format : 5 épisodes de 60 minutes. Production : CBS Television Studios et Warner Bros.

### Scénariste
- 1995 : Eldorado – coscénariste
- 1998 : Le Cœur au poing – coscénariste
- 1999 : Film anniversaire du 60e de l’Office national du film du Canada
- 2002 : Séraphin : Un homme et son péché – coscénariste

### Acteur
- 1981 : Les Fils de la liberté – Rôle principal, Hyacinthe Bellerose, dans l’adaptation télévisuelle du roman de Louis Caron.

## Mise en scène
- 1983 : Cocteau par Cocteau – Pièce de théâtre présentée à Montréal au Cinéma Parallèle. Auteur : Christian Delmas. Personnage de Cocteau interprété par Marc Briand.
- 2019 : Carmen – Pièce présentée à l’Opéra de Montréal. Avec Krista de Silva, Antoine Bélanger, France Bellemare, Christopher Dunham, Pascale Spinney et Magali Simard-Galdès.
- 2020 : L'Avalée des avalés (conception des décors) – Adaptation de l’œuvre de Réjean Ducharme, mise en scène par Lorraine Pintal au Théâtre du Nouveau Monde[16].

## Distinctions

### Récompenses
1994
- Prix Gémeaux, 7 prix dont celui de la meilleure réalisation de série dramatique, pour Blanche.
- New York International Independent Film and Video Festival, Médaille d’or de la Meilleure série dramatique, pour Blanche.
- Festival international de programmes audiovisuels documentaires de Biarritz, FIPA d’or, Meilleure série dramatique, pour Blanche.
- Confédération internationale des cinémas d’art et d’essai européens (CICAE), Mention spéciale, pour Eldorado.
- Quinzaine des réalisateurs du festival de Cannes, mention spéciale, pour Eldorado.

1996
- Prix Gémeaux, 4 prix dont celui de la meilleure réalisation : série dramatique, pour Marguerite Volant.
- Festival international de programmes audiovisuels documentaires de Biarritz, FIPA d'argent de la meilleure série dramatique, pour Marguerite Volant.

1998
- Festival international du film de Karlovy Vary, Globe de cristal du meilleur film et Prix du meilleur réalisateur, pour Le Cœur au poing.
- Festival international du film de Vancouver, Prix du meilleur scénario canadien, pour Le Cœur au poing.

1999
- Festival international du film de Mons (Belgique), Prix de l'interprétation féminine, pour Le Cœur au poing.
- Prix Jutra, meilleure actrice et meilleure actrice de soutien, pour Le Cœur au poing.

2003
- Prix Jutra : 6 prix dont meilleur acteur, meilleure actrice et Billet d’Or, pour Un homme et son péché.
- Prix Génie : Bobine d’or, pour Séraphin, Un homme et son péché.
- Prix Gémeaux, Prix de la meilleure réalisation : documentaire, affaires publiques, biographie, pour Gauvreau ou l'obligation de la liberté.

2005
- Festival du film indépendant de Californie (Orinda, San Francisco), Overall Favorite et Favorite Feature, pour Hunt for Justice.
- Prix annuels de la Guilde canadienne des réalisateurs, contribution d'équipe exceptionnelle à la réalisation d’un téléfilm ou d’une minisérie, pour H20.
- Festival de télévision de Monte-Carlo, Nymphe d’or : meilleure interprétation masculine dans une minisérie, pour H20.

2006
- Prix Jutra, Prix du meilleur film documentaire, pour Gilles Carle ou l'indomptable imaginaire.
- Prix Gemini, Prix du meilleur téléfilm, pour Hunt for Justice.
- Festival international de programmes audiovisuels documentaires de Biarritz, FIPA d’or, meilleure actrice, pour Hunt for Justice.
- Prix du Vancouver Film Critics Circle, Prix du meilleur film canadien, pour Maurice Richard.
- Festival international du film de Tokyo, Prix du meilleur acteur (Roy Dupuis), pour Maurice Richard.
- Festival du film de l’Outaouais, Totem d’or : Hommage, pour Maurice Richard.

2007
- Festival international du film sportif Krasnogorski (Russie), Prix du meilleur film et Grand prix du jury, pour Maurice Richard.
- Prix Génie, 9 prix dont celui de la meilleure réalisation, pour Maurice Richard.
- Festival international du film de Milan, Prix de la meilleure direction photo (Pierre Gill), pour Maurice Richard.
- Festival international du film de Palm Beach, Prix spécial du jury, meilleur film, pour Maurice Richard.
- Festival international du film de Palm Springs, Prix du public, pour Maurice Richard.

2008
- Prix Gemini, Prix de la meilleure réalisation, pour The Trojan Horse.

2015
- prix Écrans Canadiens, Prix de la meilleure adaptation, pour La Chanson de l’éléphant.

2017
- Prix annuels de la Guilde canadienne des réalisateurs, meilleure réalisation - Long métrage pour La Chanson de l’éléphant.

### Sélections et nominations
1995
- Sélection dans plus de 25 festivals internationaux[6], Eldorado.
- Festival du film de Sundance, C’était le 12 du 12 et Chili avait les blues.

2000
- Sélection dans plus d'une quinzaine de festivals internationaux[6], La Beauté de Pandore.
- 13e Rendez-vous du cinéma québécois, La Beauté de Pandore (film d’ouverture).

2005
- Prix Gemini, H20 (en nomination pour la meilleure minisérie dramatique).

2006
- Visions du réel, Gilles Carle ou l’indomptable imaginaire.
- Festival international de programmes audiovisuels documentaires de Biarritz, Gilles Carle ou l'indomptable imaginaire (présentation spéciale).
- 8e soirée des prix Jutra, 14 nominations, dont celles du meilleur film et de la meilleure réalisation, pour Maurice Richard.

2008
- Courmayeur Noir in Festival, Le Piège américain.
- Festival du film francophone d'Angoulême, Le Piège américain.
- Prix annuels de la Guilde canadienne des réalisateurs, The Trojan Horse (en nomination pour le Prix de la meilleure réalisation).

2010
- Prix Gemini, Durham County (The World Ends) (en nomination pour la meilleure direction d’une série dramatique).

2014
- Festival international du film de Toronto, La Chanson de l’éléphant (première mondiale).

### Prix publicitaires
1995
- Prix Jacques-Bouchard, meilleur travail de réalisation de l’année en publicité.

### Décorations
2021
- Chevalier de l'Ordre national du Québec[17].